# Següencoma
Següencoma es un barrio de la ciudad de La Paz, se encuentra ubicado al suroeste de la ciudad y es parte del macro Distrito Sur.

## Toponimia
La zona debe su nombre a la palabra Sewenkas, en idioma aymara, denominación local para las especies de la familia Cortaderia.

## Características
La zona de Següencoma está ubicada en la base de una serranía y se desarrolla en plataformas denominadas mesetas que clasifican el barrio en Bajo Següencoma y Alto Següencoma. El terreno en el que se desarrolla el barrio presenta sectores con tendencia a los deslizamientos y no son aptos para construcciones de gran envergadura.
En estos sectores se han registrado numerosos deslizamientos a la vez que se han realizados grandes trabajos de ingeniería para su estabilización.

## Historia

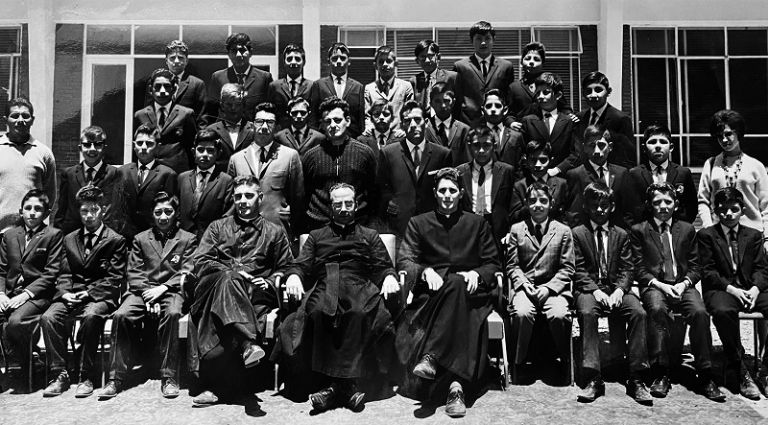
Alumnos del Colegio San Calixto Següencoma en 1964.

Uno de los primeros asentamientos en el sector fue el del colegio San Ignacio, conocido inicialmente como San Calixto Següencoma que adquirió los terrenos y posteriormente empezó  a ocuparlos con edificaciones en 1963.